# 5GAP
5GAP（ファイブギャップ）は、吉本興業に所属する日本のお笑いコンビ。NSC東京校5期出身。コンビ名の由来は、2人の年齢差が5歳であることから。

## メンバー
クボケン（本名および旧芸名：久保田 賢治〈くぼた けんじ〉1980年10月10日 - ）（44歳）
ボケ担当（コントによってはツッコミ）。
群馬県高崎市出身。身長168cm、体重61kg、血液型A型。
趣味はゴルフ、ヨガ、演歌（吉幾三、長山洋子）剣道、料理、焼肉、カラオケ、漫画。
特技は剣道、ゴルフ、ビリヤード、頭テーブルクロス引き、ジャグリング。
かつては幡ヶ谷で同期の吉村崇（平成ノブシコブシ）、2年後輩のてつみち（元フクロトジ）と同居していた。
2017年に結婚。妻は福島県いわき市にあるスパリゾートハワイアンズの元フラガール(ソロダンサー)。
いかりや長介のモノマネが非常に得意。また、志村けんを自分にとっての神様としている。
痛風と慢性腎不全を患い、2016年に実父から生体腎移植を受けた。
ライブのエンディングでは様々なキャラクターに扮しながら登場する。ただし、そのライブで演じておらず何の脈絡もない人物に扮するため頻繁にイジられる。

トモ（本名および旧芸名：秋本 智仁〈あきもと ともひと〉1976年2月15日 - ）（49歳）
ツッコミ（コントによってはボケ）・ネタ作り担当。
東京都大田区出身。身長165cm、体重65kg、血液型A型。独身。
趣味はかつら集め、映画鑑賞、海外サッカー鑑賞、パチンコ。
特技はスノーボード、頭に物を載せること。
若手の頃は男前芸人としてモテていたが、30を越えたあたりから薄毛になり始め茶髪で上手く隠していた。その後はニット帽や頭にタオルを巻いていたが上手くハゲを隠せなくなり、ついに自らバリカンを購入してスキンヘッドと化した。かつらを着用して芸人仲間と合コンへ行った際、メンバーの中で一番モテていたがハゲがバレていないことが心残りだったため「ノリノリでTHE BLUE HEARTSを歌ってその中であえてかつらを外して笑いでカミングアウトしよう」とかつらを外した瞬間、周りにいた女の子が顎を外したというエピソードを持つ。
長澤喜稔（元マキシマムパーパーサム）、斎藤司（トレンディエンジェル）と共に御三家ならぬ「御三毛」として交流している。
おおかわら（鬼ヶ島）率いるアイドルユニット「スイカ★ドロボー」のメンバー。ハゲダンサーズとしてアイアム野田（鬼ヶ島）、長澤らと共に活動している。
サザンオールスターズの大ファン。また、木村拓哉が大好き。
プロの芸人としてデビュー以前は美容師として働いていた。芸人を始める時期が遅かったため、年下や同い年の先輩が多い（次長課長・麒麟・タカアンドトシなど）。

## 芸風
- クボケンによる、ワッキー（ペナルティ）や原西孝幸（FUJIWARA）を髣髴とさせる濃いキャラクターが持ち味のドタバタコント。久保田は「ホワイト赤マン」というキャラクターにも扮している。ホワイト赤マンの設定は、本名は「山下進」で無職。一応時給600円で働くが週一回。たびたび警察（トモ）に呼び止められる。
- 2人ともザ・ドリフターズの影響を受けているが、トモは『8時だヨ!全員集合』（TBSテレビ）をリアルタイムで見た最後の世代、クボケンは『カトちゃんケンちゃんごきげんテレビ』（TBSテレビ）『志村けんのだいじょうぶだぁ』（フジテレビ）の世代である[1]。
- 初期は忍者コントをやっていた。

## 経歴
- NSC東京校5期の同期で、クボケンのパントマイムの上手さに惹かれたトモから誘ってコンビ結成。NSC時代は漫才もしていたが講師からクボケンの動きがコント向きと言われ、専らコント専門となる[1]。
- 2007年から『爆笑オンエアバトル』（NHK総合）や『爆笑レッドカーペット』（フジテレビ）に出演、「ホワイト赤マン」のネタなどで人気を博す[1]。2008年8月11日放送『スッキリ』（日本テレビ）内のインタビューでは、北京オリンピックで銅メダルを獲得した柔道の中村美里選手が、好きな芸人としてホワイト赤マンと答えた。久保田は 翌日のブログ - ウェイバックマシン（2008年9月27日アーカイブ分） で「世界のホワイト赤マンになった」と喜びを語った。
- 2020年6月末にマネージャーが変わり、同年のキングオブコントで6年ぶりの準決勝進出を果たしてからテレビへの露出が再び増え始める。
- 2021年3月23日放送の『いろはに千鳥』（テレビ埼玉）より、本名と同一の芸名で活動していたメンバーの芸名を改名するに至った[2]。

## 賞レースでの戦績
- 2008年 NHK新人演芸大賞決勝進出
- 2011年 キングオブコント準決勝進出
- 2012年 キングオブコント準決勝進出
- 2013年 TBS系列の番組『日10★演芸パレード』の『勝ち抜き! キャスティングバトル』で5週連続勝ち抜きを達成
- 2013年 キングオブコント準決勝進出
- 2014年 キングオブコント準決勝進出
- 2014年 日本かばん協会かばんNO.1コンペティション2014優勝（エース（株）ProtecA STARIA EX × 金の卵芸人5GAP）
- 2014年 おはスタ初代ダジャ1王者
- 2020年 キングオブコント準決勝進出
- 2021年 キングオブコント準決勝進出

## 出演番組
- 新しい波8（フジテレビ、2000年11月17日）
- 爆笑オンエアバトル（NHK総合） 戦績6勝1敗 最高521KB

2007年度に初出場し、その年は無敗で4戦全勝を果たしたが、惜しくも年間合計KBランキングでは21位（合計:1816KB）となりチャンピオン大会出場は逃している（ちなみに20位のBコースは1820KBであり、惜しくもボール1個差だった）。
- ワイ!ワイ!ワイ!（ヨシモトファンダンゴTV、2003年10月 - 2003年9月）水曜日アシスタント
- ゼベック・オンライン（TOKYO MX、2005年3月7日）
- 爆笑レッドカーペット（フジテレビ）キャッチコピーは「輝け!ギャグの5つ星」

2008年7月30日放送と2009年3月25日放送でレッドカーペット賞受賞。
FUJIWARA、どきどきキャンプ、FUJIWARA&ものいい吉田サラダ（ヒーローコラボ名義）、オテンキ（この時だけホワイト赤マン名義）（いずれも久保田のみ）、サイクロンZとコラボカーペットで共演。
- とんねるずのみなさんのおかげでした（フジテレビ）第13回「博士と助手〜細かすぎて伝わらないモノマネ選手権〜」に出場。
- お笑いDynamite!（TBSテレビ）キャッチコピーは「参上!ホワイト赤マン」
- ウンナン極限ネタバトル! ザ・イロモネア 笑わせたら100万円ネア（TBSテレビ）『ゴールドラッシュ』に出演、1週目クリア。
- 爆笑一番（秋田テレビ）
- みちのくインパルス（秋田テレビ）
- U・LA・LA@7（TOKYO MX） - 『よしもとうららちゃん』コーナー
- オリエンタルラジオのマンガアニメの日（よしもとオンライン、2009年10月9日）
- ジャック10（日本テレビ、2010年7月14日）秋本のみ
- 日10☆演芸パレード（TBSテレビ） - 「勝ち抜き！キャスティングバトル」のコーナー
- 5GAPのドタバタ☆パレード（MBSラジオ、2013年6月16日 - 7月7日）
- おはスタ（テレビ東京） - 「第1回ダジャ1グランプリ」のコーナーに出演、優勝。初代ダジャ1王者。
- ZIP!（日本テレビ） - 1分動画笑
- 初詣!爆笑ヒットパレード（フジテレビ、2015年1月1日）
- いろはに千鳥（テレビ埼玉）
- アメトーーク!（テレビ朝日、2021年1月21日） - 「40歳過ぎてバイトやめられない芸人」
- テレビ千鳥（テレビ朝日、2021年3月7日）
- 火曜は全力!華大さんと千鳥くん（関西テレビ・フジテレビ系、2021年5月4日）
- 笑ラウドネスGP（2021年7月18日、ABEMA）[3]
- ビットワールド（NHK Eテレ、2021年12月3日・10日）クボケンのみ
- ザ!世界仰天ニュース（日本テレビ、2022年6月21日） - 「高齢の父から腎臓を…5GAPクボケンを襲った痛風と慢性腎不全」
- 第11回榛名山ヒルクライム（クボケンのみ、群馬テレビ、2023年6月4日）[4][5][6]

### インターネット配信
- 街録ch-あなたの人生、教えてください（YouTubeチャンネル、2021年1月7日に久保田[7]、同年1月8日に秋元[8]が出演）
- HITOSHI MATSUMOTO presents ドキュメンタル（Amazonプライム・ビデオ、2023年）クボケンのみシーズン13出演

## 出演作品

### ゲーム
- 龍が如く0 誓いの場所（セガ） - 絶倫君（本人役）秋本のみ

### 舞台
- 劇団TEAM-ODAC 第42回本公演『舞台・破天荒フェニックス〜2023』（こくみん共済 coop ホール/スペース・ゼロ、2023年12月6日 - 12日）クボケンのみ[9]